# Joseph L. Rhinock
Joseph Lafayette Rhinock, född 4 januari 1863 i Owenton, Kentucky, död 20 september 1926 i New Rochelle, New York, var en amerikansk demokratisk politiker. Han var ledamot av USA:s representanthus 1905–1911.
Rhinock var verksam inom oljeraffinaderibranschen och tjänstgjorde som borgmästare i Covington 1894–1899. År 1905 efterträdde han Daniel Linn Gooch som kongressledamot och efterträddes 1911 av Arthur B. Rouse.
Rhinock avled 1926 och gravsattes på Highland Cemetery i Fort Mitchell.